# Чанчжэн-1
«Чанчжэн-1» или CZ-1 (кит. трад. 長征一號, упр. 长征一号, пиньинь Chángzhēng yī hào, палл. Чанчжэн и хао , буквально Чанчжэн 1) — серия китайских ракет-носителей семейства «Чанчжэн», включающая в себя ракеты Чанчжэн-1 и Чанчжэн-1D. Ракетой Чанчжэн-1 в 1970 году был запущен первый китайский спутник Дунфан Хун-1.
Первая и вторая ступени работали на НДМГ и азотной кислоте. Третья ступень твердотопливная.
| Дата (UTC)     | Стартовая площадка | Полезная нагрузка | Орбита | Назначение     | Результат | Примечание            |
| 16 ноября 1969 | Цзюцюань LA2A      | Дунфан Хун        | LEO    | Test satellite | Неудача   |                       |
| 24 апреля 1970 | Цзюцюань LA2A      | Дунфан Хун-1      | LEO    | Test satellite | Успех     | Первый спутник Китая. |
| 3 марта 1971   | Цзюцюань LA2A      | Shi Jian 1        | LEO    | Technology     | Успех     |                       |